# Codes moteurs Renault
Lors du lancement de la Renault 9 en 1981, Renault a mis en place un nouveau système d’appellation pour ses moteurs, en remplacement de ses anciennes appellations composées de 3 chiffres. Par exemple le moteur de type 688 devient le C1E.
Ces codes moteurs sont composés de 3 caractères: une lettre pour désigner la base moteur, un chiffre pour mentionner le système d'alimentation et d'une autre lettre pour désigner la cylindrée. Par un exemple C2J, C: pour Cléon-Fonte, 2:  pour essence carburateur double corps et J: pour 1 397 cm3

## Lettre base moteur
| Lettre | Nom principal du moteur | Autres noms                                                      | Caractéristiques                                                                            | Distribution | Vilebrequin                                       | Energies         | Fabricants                      | Apparition                                                                                          |
| ------ | ----------------------- | ---------------------------------------------------------------- | ------------------------------------------------------------------------------------------- | --- | ------------------------------------------------- | ---------------- | ------------------------------- | --------------------------------------------------------------------------------------------------- |
| A      | Moteur Cléon-Alu        | Moteur A                                                         | 4 cylindres en ligne, carter cylindre aluminium, chemises amovibles                         | Soupapes en tête, arbre à cames latéral (avec culbuteurs et tiges de culbuteurs), commandé par une chaîne de distribution. | 5 paliers                                         | Essence          | Renault                         | Renault 16                                                                                          |
| B      | Moteur Billancourt      | Moteur Ventoux moteur B                                          | 4 cylindres en ligne, carter cylindre fonte, chemises amovibles                             | Soupapes en tête, arbre à cames latéral (avec culbuteurs et tiges de culbuteurs), commandé par une chaîne de distribution. | 3 paliers                                         | Essence          | Renault                         | Renault 4CV                                                                                         |
| B      | Moteur BR               |                                                                  | 3 cylindres en ligne, carter cylindre aluminium, fûts intégrés                              | Soupapes en tête, avec arbre à cames en tête entraîné par une chaîne de distribution.                                      | 4 paliers                                         | Essence          | Renault Nissan                  | Renault Kwid                                                                                        |
| C      | Moteur Cléon-Fonte      | Moteur Sierra moteur C                                           | 4 cylindres en ligne, carter cylindre fonte, chemises amovibles                             | Soupapes en tête, arbre à cames latéral (avec culbuteurs et tiges de culbuteurs), commandé par une chaîne de distribution. | 5 paliers                                         | Essence          | Renault                         | Renault Floride S, Renault 8                                                                        |
| D      | Moteur D                | Bloc D, Type D                                                   | 4 cylindres en ligne, carter cylindre fonte, fûts intégrés                                  | Soupapes en tête, avec arbre(s) à cames en tête entraîné(s) par une courroie de distribution crantée.                      | 5 paliers                                         | Essence          | Française de Mécanique          | Renault Twingo I, Renault Clio I phase 3                                                            |
| E      | Moteur Energy           | Moteur E                                                         | 4 cylindres en ligne, carter cylindre fonte, chemises amovibles                             | Soupapes en tête, avec arbre à cames en tête entraîné par une courroie de distribution crantée.                            | 5 paliers                                         | Essence          | Renault                         | Renault 19                                                                                          |
| F      | Moteur F                |                                                                  | 4 cylindres en ligne, carter cylindre fonte, fûts intégrés ,                                | Soupapes en tête, avec arbre(s) à cames en tête entraîné(s) par une courroie de distribution crantée.                      | 5 paliers                                         | Essence & diesel | Renault                         | Renault 9, Renault 11                                                                               |
| G      | Moteur G                |                                                                  | 4 cylindres en ligne, carter cylindre fonte                                                 | Soupapes en tête, avec arbre à cames en tête entraîné par une courroie de distribution crantée.                            | 5 paliers                                         | Diesel           | Renault                         | Renault Laguna I                                                                                    |
| H      | Moteur H                | Moteur HR (appellation Nissan)                                   | 3 cylindres en ligne & 4 cylindres en ligne, carter cylindre aluminium, fûts intégrés       | Soupapes en tête, avec arbres à cames en tête commandés par une chaîne de distribution.                                    | 4 paliers (3 cylindres) & 5 paliers (4 cylindres) | Essence          | Renault Nissan                  | Renault Mégane III, Renault Scénic III, Renault Clio IV                                             |
| J      | Moteur Douvrin          | Moteur J                                                         | 4 cylindres en ligne, carter cylindre aluminium, chemises amovibles ,                       | Soupapes en tête, avec arbres à cames en tête entraînés par une courroie de distribution crantée.                          | 5 paliers                                         | Essence & diesel | Française de Mécanique          | Renault 20                                                                                          |
| K      | Moteur K                | OM 607 (Mercedes Benz)                                           | 4 cylindres en ligne, carter cylindre fonte, fûts intégrés                                  | Soupapes en tête, avec arbre(s) à cames en tête entraîné(s) par une courroie de distribution crantée.                      | 5 paliers                                         | Essence & diesel | Renault                         | Renault Mégane I                                                                                    |
| L      | Moteur V6 ESL           | Moteur V6 L (appellation Renault) moteur V6 ES (appellation PSA) | 6 cylindres en V, carter cylindre aluminium, fûts intégrés                                  | Soupapes en tête, avec arbres à cames en tête entraînés par une courroie de distribution crantée.                          | 4 paliers                                         | Essence          | Française de Mécanique          | Renault Laguna I, Renault Safrane, Peugeot 406, Citroën Xantia                                      |
| M      | Moteur M                | Moteur MR (appellation Nissan)                                   | 4 cylindres en ligne, carter cylindre aluminium, fûts intégrés                              | Soupapes en tête, avec arbres à cames en tête commandés par une chaîne de distribution.                                    | 5 paliers                                         | Essence & Diesel | Renault Nissan                  | Renault Clio III                                                                                    |
| N      | Moteur Modulaire Volvo  | Moteur N                                                         | 4 et 5 cylindres en ligne, carter cylindre aluminium, fûts intégrés                         | Soupapes en tête, avec arbres à cames en tête entraînés par une courroie de distribution crantée.                          | 5 paliers (4 cylindres) & 6 paliers (5 cylindres) | Essence          | Volvo                           | Renault Laguna I, Renault Safrane                                                                   |
| P      | Moteur V6 DMAX          | Moteur P9X                                                       | 6 cylindres en V à 65°, carter cylindre fonte, fûts intégrés                                | Soupapes en tête, avec arbres à cames en tête entraînés par une courroie de distribution crantée.                          | 4 paliers                                         | Diesel           | Isuzu/General Motors            | Renault Vel Satis Renault Espace IV                                                                 |
| R      | Moteur R                | Moteur R9M                                                       | 4 cylindres en ligne, carter cylindre aluminium, fûts intégrés                              | Soupapes en tête, avec arbres à cames en tête commandés par une chaîne de distribution.                                    | 5 paliers                                         | Diesel           | Renault                         | Scénic III                                                                                          |
| S      | Moteur 8140 Sofim       | Moteur S8U                                                       | 4 cylindres en ligne, carter cylindre fonte, fûts intégrés                                  | 8 Soupapes en tête, avec arbres à cames en tête entraînés par une courroie de distribution crantée.                        | 5 paliers                                         | Diesel           | Sofim                           | Trafic I                                                                                            |
| V      | Moteur V6 VQ Nissan     | Moteur V                                                         | 6 cylindres en V à 60° , carter cylindre fonte (diesel), aluminium (essence), fûts intégrés | 4 arbres à cames en tête, entraînés par des chaînes de distribution, 24 soupapes en tête                                   | 4 paliers                                         | Essence & Diesel | Nissan(essence) Renault(diesel) | Nissan Maxima, Renault VelSatis, Espace IV Samsung SM5 (essence), Renault Laguna III coupé (diesel) |
| X      | Moteur X                |                                                                  | 4 cylindres en ligne, carter cylindre aluminium, fûts intégrés                              | Soupapes en tête, avec arbre à cames en tête commandé par une chaîne de distribution.                                      | 5 paliers                                         | Essence          | Française de Mécanique          | Renault 14, Peugeot 104, Citroën Visa, Talbot Samba                                                 |
| Z      | Moteur V6 PRV           | Moteur Z                                                         | 6 cylindres en V à 90°, carter cylindre aluminium, chemises amovibles                       | Soupapes en tête, avec arbres à cames en tête commandés par 2 chaînes de distribution.                                     | 4 paliers                                         | Essence          | Française de Mécanique          | Renault 30, Peugeot 504, Volvo 264                                                                  |

## Chiffre culasse et alimentation
| Chiffre | Culasse et alimentation                                                                                         |
| ------- | --- |
| 1       | Essence soupapes parallèles, carburateur simple corps                                                           |
| 2       | Essence soupapes parallèles, carburateur double corps                                                           |
| 3       | Essence soupapes parallèles, injection monopoint                                                                |
| 4       | Essence culasse hémisphérique, injection multi-points, 4 soupapes par cylindre                                  |
| 5       | Essence injection directe (Sauf « moteur Energy », « moteur Douvrin » et « moteur X »)                          |
| 5       | Essence culasse hémisphérique, carburateur simple corps (« Moteur Energy », « moteur Douvrin » et « moteur X ») |
| 6       | Essence culasse hémisphérique, carburateur double corps                                                         |
| 7       | Essence culasse hémisphérique, injection multi-point, 2 soupapes par cylindre                                   |
| 8       | Diesel Ricardo (Injection indirecte à préchambre)                                                               |
| 9       | Diesel injection directe                                                                                        |

## Lettre cylindrée
| Lettre | cylindrée        |
| ------ | ---------------- |
| A      | 0 à 825 cm3      |
| B      | 826 à 900 cm3    |
| C      | 901 à 975 cm3    |
| D      | 976 à 1 050 cm3  |
| E      | 1051 à 1 125 cm3 |
| F      | 1126 à 1 200 cm3 |
| G      | 1201 à 1 275 cm3 |
| H      | 1276 à 1 350 cm3 |
| J      | 1351 à 1 425 cm3 |
| K      | 1426 à 1 500 cm3 |
| L      | 1501 à 1 575 cm3 |
| M      | 1576 à 1 650 cm3 |
| N      | 1651 à 1 750 cm3 |
| P      | 1751 à 1 850 cm3 |
| Q      | 1851 à 1 950 cm3 |
| R      | 1951 à 2 050 cm3 |
| S      | 2051 à 2 150 cm3 |
| T      | 2151 à 2 300 cm3 |
| U      | 2301 à 2 500 cm3 |
| V      | 2501 à 2 700 cm3 |
| W      | 2701 à 2 950 cm3 |
| X      | 2951 à 3 200 cm3 |
| Y      | 3201 à 4 000 cm3 |
| Z      | > 4 000 cm3      |

## Exemples
| Type moteur | Signification                                                                        |
| ----------- | ------------------------------------------------------------------------------------ |
| C2J         | Moteur Cléon-Fonte, essence soupapes parallèles, carburateur double corps, 1 397 cm3 |
| F8M         | Moteur F, diesel Ricardo (Injection indirecte à préchambre), 1 596 cm3               |
| K4M         | Moteur K, essence culasse hémisphérique, injection multi-soupapes, 1 598 cm3         |
| J8S         | Moteur Douvrin, diesel Ricardo (Injection indirecte à préchambre), 2 068 cm3         |